# Asihum

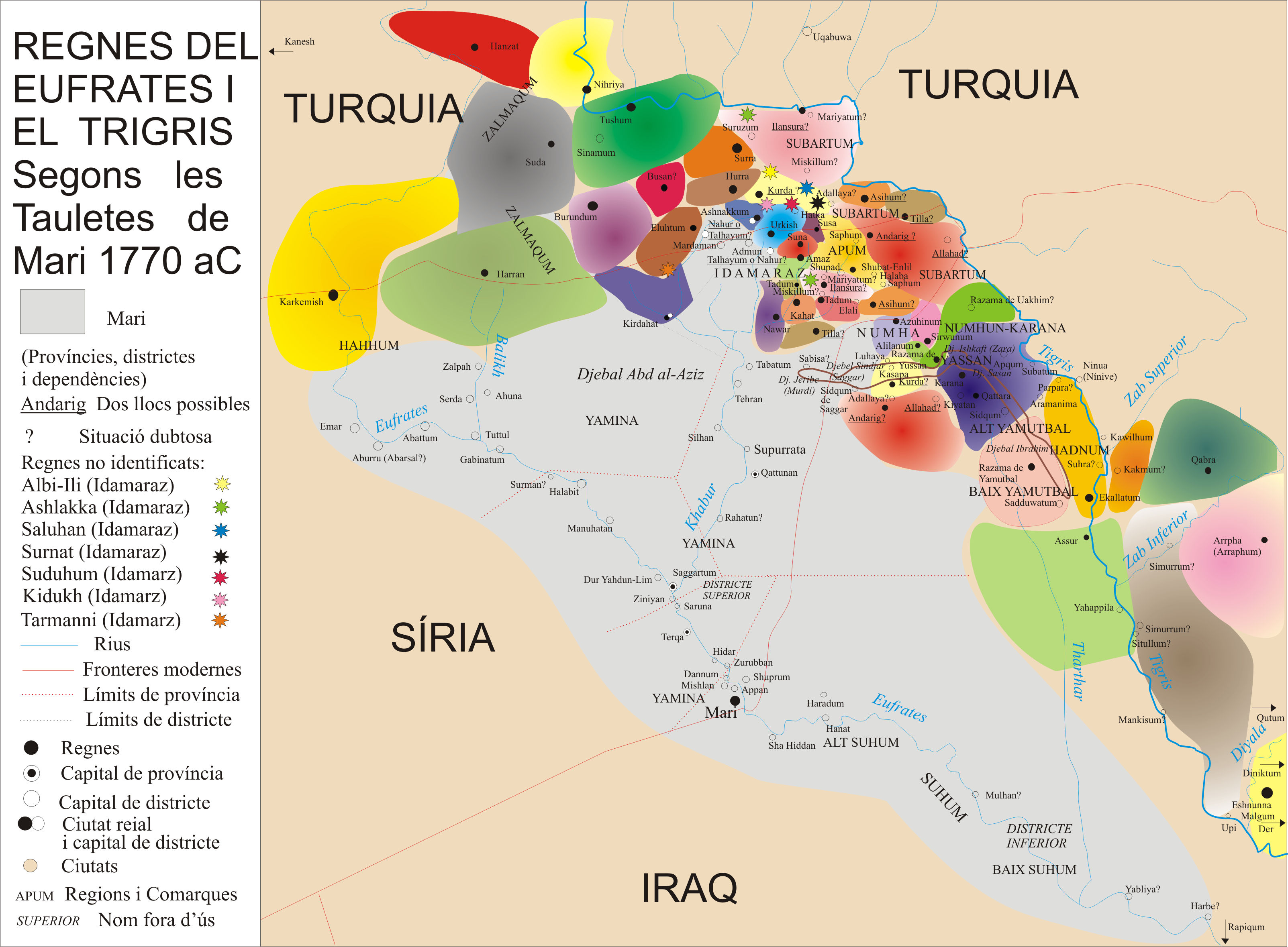
Mapa

Asihum fou un regne de la regió Idamaraz (triangle del Khabur) que va existir al segle xviii aC; la ciutat d'Asihum era estació de la ruta de Kanesh i existia feia ja uns segles. Està situada a pocs quilòmetres al sud-est de Shubat-Enlil, en el país d'Apum, i al nord-oest de Razama del nord (o Yussan), regne del qual era vassall.
El rei Hazip-Ume apareix esmentat a les tauletes de Mari. Atamrum d'Allahad la va assetjar però Hammu-Rabi de Kurda va enviar mil homes manats pel seu general Saggar-Abum, que la va defensar bé i va impedir la seva conquesta.